# Gārestāneh
Gārestāneh (persiska: گارستانه) är en ort i Iran.   Den ligger i provinsen Hormozgan, i den södra delen av landet, 1 000 km söder om huvudstaden Teheran. Gārestāneh ligger 14 meter över havet och antalet invånare är 366.
Terrängen runt Gārestāneh är platt åt sydost, men åt nordväst är den kuperad. Runt Gārestāneh är det glesbefolkat, med 11 invånare per kvadratkilometer. Närmaste större samhälle är Mehragān-e ‘Olyā, 15,4 km öster om Gārestāneh. Trakten runt Gārestāneh är ofruktbar med lite eller ingen växtlighet.